# 交替代数
数学中，交替代数是Z-分次代数，当中xy = (−1)deg(x)deg(y)yx对所有非零齐次元素x、y（即是反交换代数）都成立，且有进一步的性质：对每个次为奇的齐次元素x都有x2 = 0。

## 例子
- 微分流形上的微分形式形成了交替代数。
- 外代数是交替代数。
- 拓扑空间的上同调环是交替代数。

## 性质
- 反交换代数A偶数次的齐性子空间的直和是属于A的中心的子代数时，形成交替代数，且是交换的。
- 2不是零因子的（交换）基环R上的反交换代数A是交替代数。[2]